# Conspiración de Cellamare
La conspiración de Cellamare fue un complot urdido por España en 1718 para retirar de la Regencia de Francia a Felipe de Orleans. Tomó el nombre de Antonio del Giudice (1657–1733), príncipe de Cellamare, embajador en Francia del rey de España Felipe V.
A instigación del abad Dubois, secretario de Estado de Asuntos exteriores, Francia formó la Cuádruple Alianza con Inglaterra, Holanda y el emperador, para contrarrestar las pretensiones de Felipe V, segundo hijo de Luis el Gran Delfín, y nieto de Luis XIV, que tenía que heredar la corona de Francia, en caso de fallecimiento de Luis XV, pese a la renuncia obtenida en el Tratado de Utrecht.
Ana Luisa Benedicta, duquesa de Maine, esposa del bastardo legítimo de Luis XIV, intrigó contra el Regente que, obligándole a anular el testamento del viejo rey, había apartado a su marido de toda actividad política, aliándose con el Primer ministro de Felipe V, el cardenal Giulio Alberoni.
Con el apoyo del embajador del rey de España, un proyecto de conspiración fue tramado en torno a la duquesa. Una de sus damas, la baronesa de Staal-Launay, dejó unas interesantes memorias, el cardenal de Polignac y el duque de Richelieu, y otros muchos más personajes menos importantes. Se elaboraron toda suerte de planes quiméricos: quitar al Regente, atribuir la regencia a Felipe V, que convocaría los Estados generales… La ejecución era tan defectuosa como la concepción: los conjurados hicieron transcribir unos documentos comprometedores que querían enviar a Alberoni por medio de un oscuro copista que asustado se los entregó, rápidamente, a la policía.
El abad Dubois le confió los despachos a un joven abad español, haciéndole arrestar cuando llegaba Poitiers el 5 de diciembre de 1718. El 9 de diciembre el Regente hizo arrestar al príncipe de Cellamare expulsándole del país, así como a todos aquellos que, de cerca o de lejos, habían participado en la conjuración: El duque de Maine fue enviado a la fortaleza de Doullens, la duquesa exiliada a Dijon, el duque de Richelieu fue encerrado en la Bastilla, etc. Todos obtuvieron el perdón pocos meses después y nadie fue enviado al cadalso.
El 9 de enero de 1719, Francia aprovechó la ocasión para declarar la guerra de España, lo que Inglaterra ya había hecho el 27 de diciembre.

## Galería

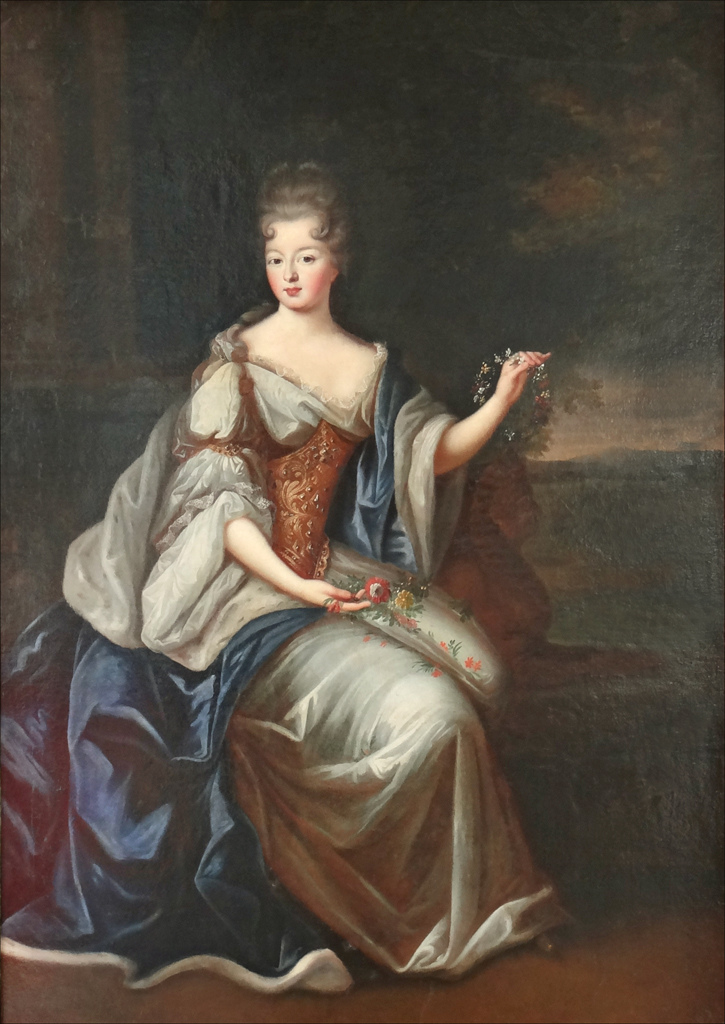
La duquesa de Maine,[1] una de las cabecillas del complot.
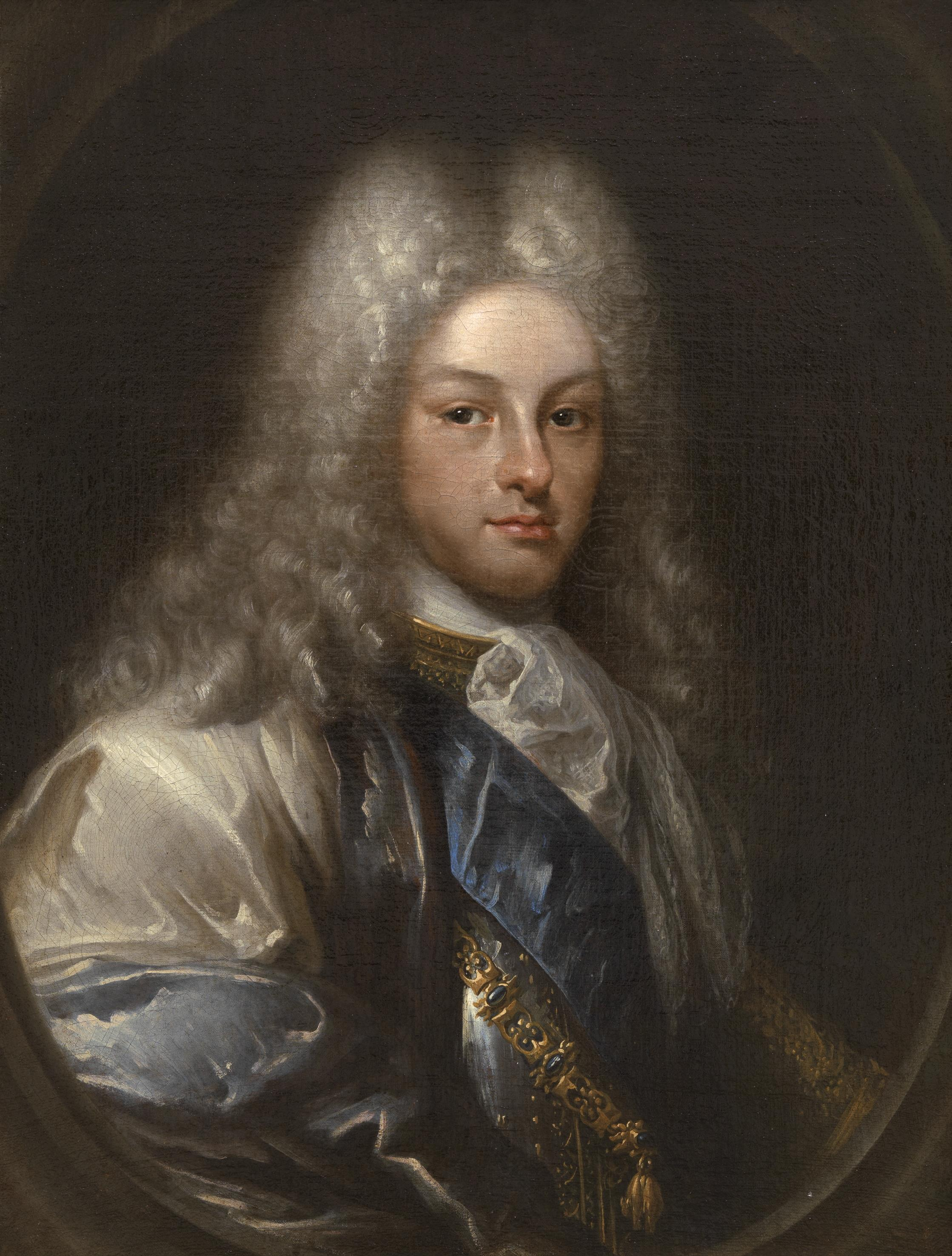
Felipe V de España, beneficiario de la supuesta conspiración.
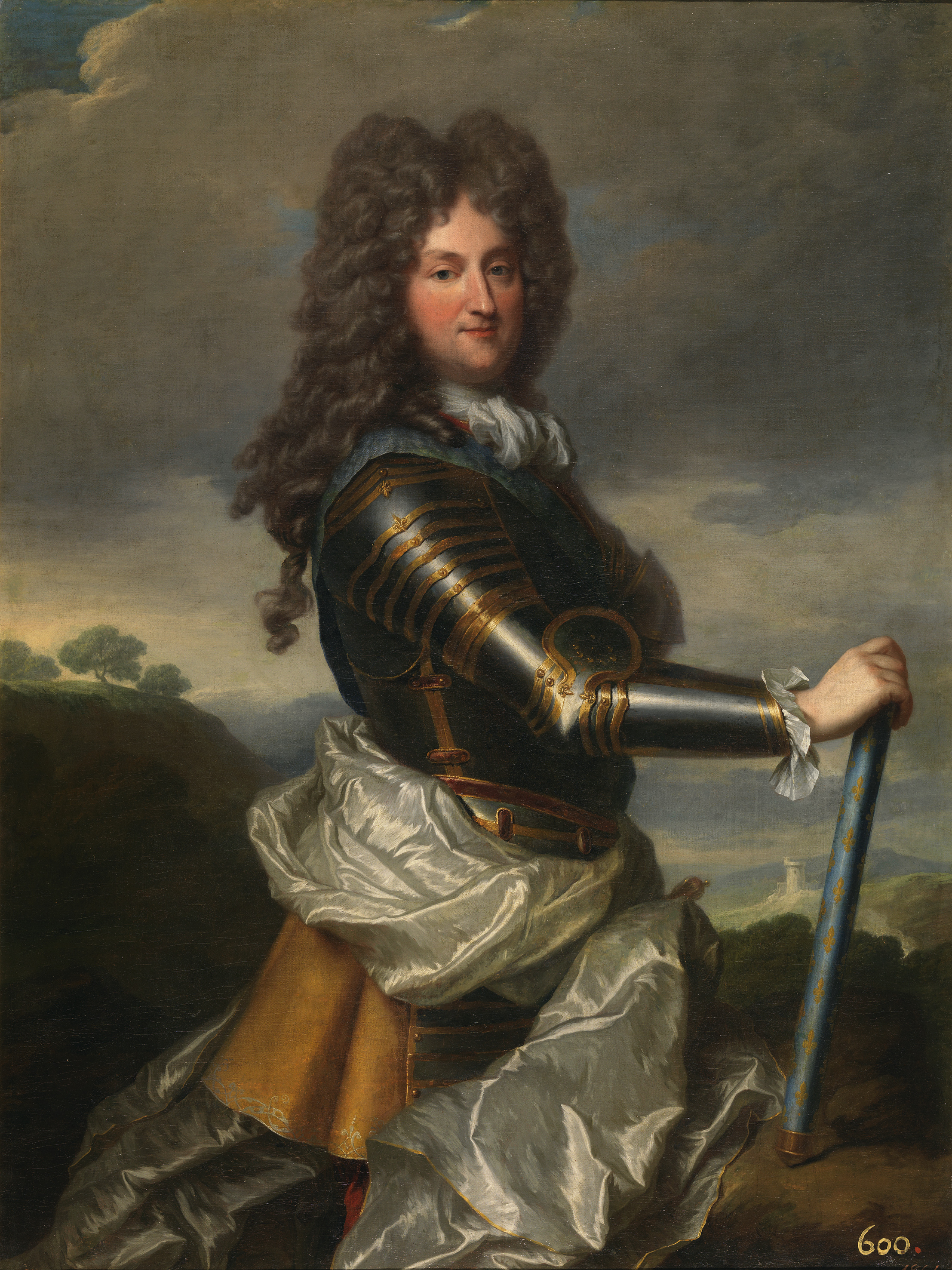
Felipe de Orleans, contra quien se urdió el complot. Retrato de Jean-Baptiste Santerre.